# Jacek Koman
Jacek Koman (Bielsko-Biała, 15 agosto 1956) è un attore e cantante polacco naturalizzato australiano.

## Biografia
Ha preso parte in molti film polacchi, ma anche statunitensi, come Moulin Rouge!. È anche cantante ed è a capo della band di Melbourne VulgarGrad.
La compagna, è l'attrice australiana Catherine McClements.

## Filmografia parziale

### Cinema
- Moulin Rouge!, regia di Baz Luhrmann (2001)
- Australia, regia di Baz Luhrmann (2008)
- The Hunter, regia di Daniel Nettheim (2011)
- Ghost Rider - Spirito di vendetta (Ghost Rider: Spirit of Vengeance), regia di Mark Neveldine e Brian Taylor (2011)
- Son of a Gun, regia di Julius Avery (2014)
- Jungle, regia di Greg McLean (2017)
- Stanotte stiamo insieme (Dzisiaj śpisz ze mną), regia di Robert Wichrowski (2023)
- Operazione Soulcatcher, regia di Daniel Markowicz (2023)
- Conclave, regia di Edward Berger (2024)

### Televisione
- The Secret Life of Us – serie TV, 14 episodi (2002)
- Estate di morte (W głębi lasu) – miniserie televisiva, 4 puntate (2020)

## Doppiatori italiani
- Angelo Nicotra in Moulin Rouge!
- Stefano Mondini in Australia
- Roberto Accornero in Son of a Gun
- Dario Oppido in Jungle
- Alberto Bognanni in Estate di morte
- Raffaele Palmieri in Operazione Soulcatcher
- Gianluca Machelli in Conclave